# آلکساندر چاووشیان
آلکساندر هاکوبی چاووشیان (ارمنی: Ալեքսանդր Հակոբի Չաուշյան؛ زاده ۵ ژوئیهٔ ۱۹۱۷ - درگذشته ۷ فوریهٔ ۱۹۹۱) نوازنده ویولنسل اهل ارمنستان بود. وی بین سال‌های - تا - میلادی فعالیت می‌کرد.

## زندگی‌نامه
وی در ۵ ژوئیهٔ ۱۹۱۷ در دیلیجان به دنیا آمد و از کنسرواتوار دولتی تفلیس و کنسرواتوار دولتی کومیتاس ایروان فارغ‌التحصیل گشت. وی همچنین برنده جوایزی همچون چهره هنری شایسته ارمنستان شوروی شد. وی در ۷ فوریهٔ ۱۹۹۱ در سن ۷۳ سالگی در ایروان درگذشت.